# Sue Bird
Sue Bird   (Syosset, 16 d'octubre de 1980) és una jugadora de professional de bàsquet femení, que després de quatre temporades magnífiques a la Lliga Universitària amb la Universitat de Connecticut (UConn), ha esdevingut una de les peces clau a la lliga professional, la WNBA, en el seu equip, les Seattle Storm.

## Carrera esportiva
Sue Bird, comença la seva carrera esportiva a l'equip de bàsquet femení de la Universitat de Connecticut, l'UConn Huskies. S'hi estaria de 1998 fins al 2002, quan esdevindria jugadora professional de la WNBA de 2002 fins avui, obtenint el ceptre de campiona en el seu actual equip, Seattle Storm.
Paral·lelament, també ha pres part el 2003 a la Lliga Nacional de Bàsquet Femení i el 2004-2005 a la Lliga russa.

### UConn
Des de la temporada 1998, Sue, va liderar des de la posició de base titular les Huskies guanyant-se el renom, tot ajudant-les a guanyar el títol de la NCAA per dues vegades, el 2000 i el 2002. Una de les seves virtuts va ser la gran eficiència tant en els tirs lliures (assolint una mitjana d'efectivitat del 90% del 1999 al 2002) i una destacada decisivitat amb els llançaments triples. Allí, va fer equip amb jugadores que actualment estan fent història, de carreres molt brillants essent probablement un dels millors equips Universitaris que mai han trepitjat la NCAA; estem parlant, a banda de la Sue, gent com na Swin Cash, Tamika Catchings o Diana Taurasi.
El 2002, l'any en què farà l'ascens a la lliga professional, la WNBA, serà premiada amb el Naismith Award Winner and College Player of the year 2002, succeint na Ruth Riley que després ha estat campiona de la WNBA amb els Detroit Shock.

### WNBA, el gran salt
En el propi draft del 2002, un equip de mitja-baixa classificació en la taula, les Seattle Storm, escullen la Sue en la primera posició convertint-la en la primera base que és elegida com a número 1, en la curta història de la WNBA. Durà el número 10, que no abandonarà més que quan arribi a vestir la samarreta de la selecció de bàsquet femení dels Estats Units, duent el 6.
En la seva temporada com a rookie, ja va causar certa expectació, perquè va liderar el seu equip cap a la històrica primera classificació als playoffs. El seu lideratge comportà que fos escollida per l'equip ideal de la lliga d'aquell any, i a més es va guanyar la titularitat amb l'equip de la Conferència oest a l'All-Stars.
Sue Bird esdevindrà la segona anotadora de l'equip, amb 14,4 punts per partit de mitjana, líder en assistències per partit, 6, i en robatoris, 1,6. A més a més, liderarà les anotacions des de la línia de triples del seu equip, amb un total de 57 encerts.
A partir d'aquest moment, la dinàmica de les Seattle Storm, canviarà el seu rumb i iniciarà un ascens que el durà a convertir-se en un dels equips de referència, sobretot amb l'arribada d'una nova entrenadora, Anne Donovan, que a banda de la Sue, sabrà treure profit de l'altra gran promesa de l'equip, l'australiana Lauren Jackson, que havia arribat a l'equip el 2001, un any abans que la Sue també amb la primera selecció al Draft.
Però una lesió menor de genoll serà un fort entrebanc a l'hora de permetre rendir la Sue al màxim, la qual cosa la farà arrossegar una sèrie de molèsties que la tindran fora de les pistes alguns partits, però no definitivament per tota la temporada. La lesió de na Lauren Jackson, la jugadora de màxima anotació per partit de mitjana de tota la lliga durant aquella temporada, els cinc últims partits de la fase regular, mancaran l'equip d'obtenir una prometedora classificació per als playoffs d'aquest any, 2003. Tanmateix, la Sue Bird, deleitarà l'afecció amb 6,5 assistències per partit de mitjana, 1,4 robatoris i 49 triples. També seria cridada per l'All-Stars com també recollida a la llista de l'equip ideal de la temporada.
El 2004, després de la recuperació total del genoll de la de Syosset, Anne Donovan repescarà Betty Lennox del seu voltar per diferents clubs de la lliga, i junt amb alguns altres fitxatges d'experiència aconseguirà el miracle malgrat que tot just començar la lliga, cap dels analistes experts, incloent-hi antigues jugadores de gran renom com ara Nancy Lieberman, apostaran per les de Seattle, ni tan sols a nivell individual per Lauren Jackson o Sue Bird. Així doncs, caient la pressió en les de sempre, Sue Bird liderarà el seu equip cap a victòries clau contra equips favorits com ara Los Angeles Sparks, que aquesta temporada patiran una davallada. L'aportació de la nostra jugadora, serà de 8,5 punts per partit de mitjana, i 5,3 assistències com a dades més rellevants. Sense baixar dels primers llocs de la taula aconseguiran fàcilment la classificació per als Playoffs.
Tanmateix, però, les lesions tornaran a posar a prova la resistència de la Sue, que es trencarà el nas tot just començar les finals per la Conferència oest. Tanmateix, una màscara de plàstic transparent, li serà suficient per poder jugar i aportar la seva riquesa de joc i les seves famoses assistències sense mirar, per catapultar l'equip cap a la consecució del ceptre de lliga, davant l'equip de Connecticut Sun, gràcies també a una gran sèrie final de la Betty Lennox l'heroïna de la final.
En l'aturada de la temporada, entre el 2004-2005, ha anat a jugar a Rússia, d'on descendeix la seva branca paterna, després emigrada als Estats Units a jugar amb el Dynamo Moscow. Allí ha compartit equip fins a la que ha estat també companya d'equip a Seattle, Kamila Vodichkova. Aquesta última, però, jugarà a partir de 2005 amb els Phoenix Mercury, com a agent lliure. Precisament, el mateix equip on juga una de les millors amigues de la Sue, La Diana Taurasi.

### EUA
Entre la temporada 2003-2004, na Sue, ha estat cridada a la selecció nacional de bàsquet femení dels Estats Units. D'aquesta manera, ha esdevingut la jugadora més jove a prendre part en aquesta plantilla. Tot i que la seva aportació no ha resultat excessivament brillant donada la qualitat de les seves companyes, més les rotacions a la pista per donar minuts a totes, ha contribuït el 2004, a guanyar la medalla d'or als Jocs Olímpics d'Atenes, sense gaires problemes.
La sort del seu equip, s'ha vist capgirada al campionat del món de bàsquet femení el setembre de 2006 al Brasil. Els Estats Units, partien com a favorites una vegada més, i es preveia un altre cop una gran final contra Austràlia. Dissortadament, s'hi van quedar a les semifinals, com havia succeït amb l'equip masculí en el mundial equivalent acabat al Japó uns dies abans. El desencert va fer que protagonitzessin un penós tercer quart difícil d'oblidar, contra les futures finalistes, la selecció de Rússia, on les americanes no anotaren més de sis punts. 75 a 68, acabarien perdent maquillant el resultat a l'últim quart. Bird i les seves companyes, van poder sumar, com a mínim el bronze davant la selecció amfitriona en un matx en què tot va funcionar normalment, tot guanyant 99-59.